# 셰릴 두녜이

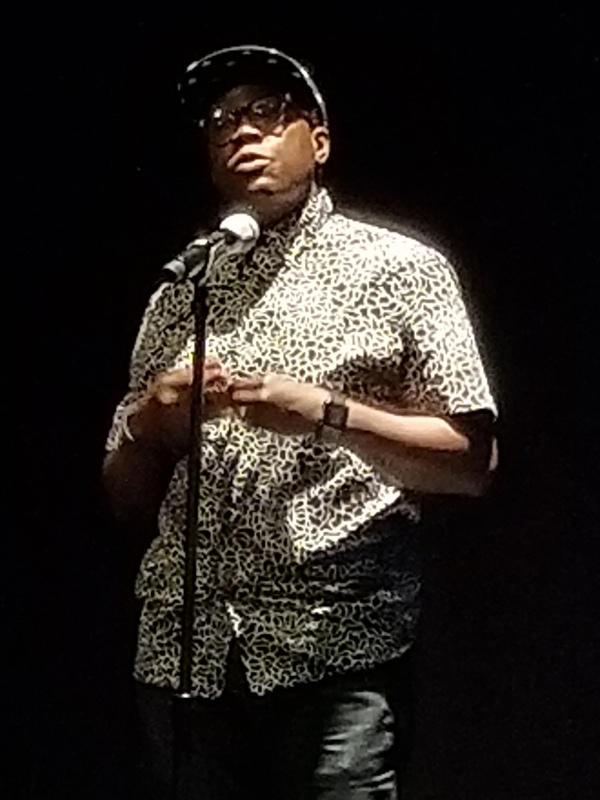
셰릴 두녜이

셰릴 두녜이(영어: Cheryl Dunye, 1966년 5월 13일 ~ )는 라이베리아 태생의 미국 영화 감독이다. 레즈비언이며, 인종과 섹슈얼리티, 퀴어 소재의 영화를 주로 제작하고 있다.

## 작품 목록
- 레즈비언, 카메라, 액션 (2018년)
- 마미 이즈 커밍 (2012년)
- 올빼미들 (2010년)
- 내 아기의 아빠(영어판) (2004년)
- 파이널 브레이크다운 (2002년)
- 스트레인저 인사이드 (2001년)
- 뉴 위민 (2001년) - 파에드라 역
- 석방 - 감옥에 관한 5편의 비디오 (2001년)
- 워터멜론 우먼(영어판) (1996년) - 셰릴 역